# Leichtathletik-Weltmeisterschaften 2022/Dreisprung der Männer

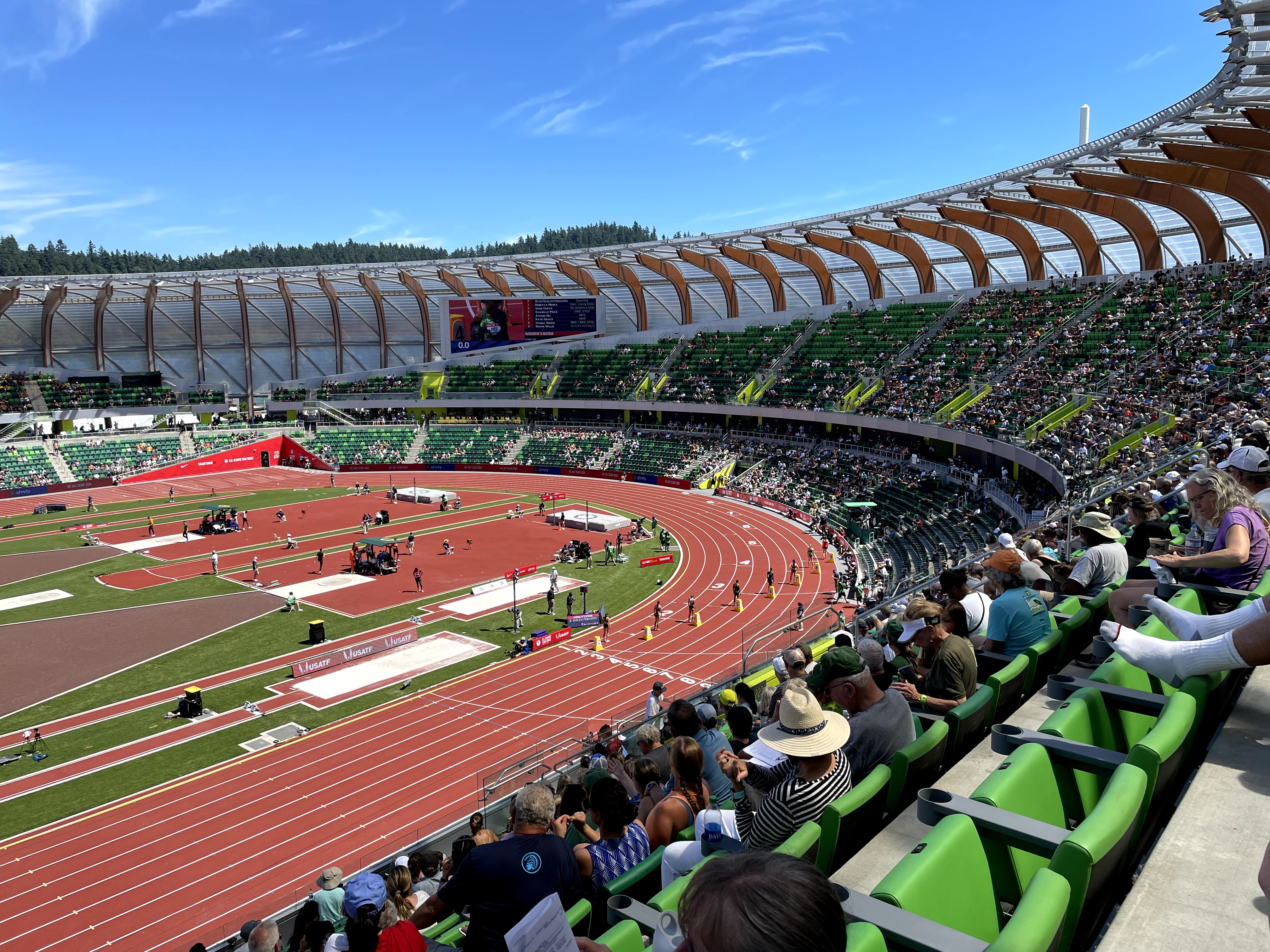
Das Stadion New Hayward Field im Jahr 2021

Der Dreisprung der Männer bei den Leichtathletik-Weltmeisterschaften 2022 wurde am 15. und 18. Juli 2022 im Hayward Field der Stadt Eugene in den Vereinigten Staaten ausgetragen.
Weltmeister wurde der Portugiese Pedro Pichardo. Er gewann vor Hugues Fabrice Zango aus Burkina Faso. Bronze ging an den Chinesen Zhu Yaming.

## Bestehende Rekorde
| Weltrekord               | Jonathan Edwards | 18,29 m | WM Göteborg, Schweden | 7. August 1995 |
| Weltmeisterschaftsrekord | Jonathan Edwards | 18,29 m | WM Göteborg, Schweden | 7. August 1995 |

Der bestehende WM-Rekord, gleichzeitig Weltrekord, wurde auch bei diesen Weltmeisterschaften nicht erreicht. Die größte Weite erzielte der portugiesische Weltmeister Pedro Pichardo mit 17,95 m, womit er eine neue Weltjahresbestleistung aufstellte. Zum Rekord fehlten ihm 34 Zentimeter.

## Windbedingungen
In den folgenden Ergebnisübersichten sind die Windbedingungen zu den einzelnen Sprüngen benannt. Der erlaubte Grenzwert liegt bei zwei Metern pro Sekunde. Bei stärkerer Windunterstützung wird die Weite für den Wettkampf gewertet, findet jedoch keinen Eingang in Rekord- und Bestenlisten.

## Legende
Kurze Übersicht zur Bedeutung der Symbolik – so üblicherweise auch in sonstigen Veröffentlichungen verwendet:
| –   | verzichtet                                  |
| x   | ungültig                                    |
| w   | zu starke Rückenwindunterstützung           |
| NWI | keine Windinformation (no wind information) |

## Qualifikation
21. Juli 2022, 18:20 Uhr Ortszeit (22. Juli 2022, 3:20 Uhr MESZ)
29 Teilnehmer traten in zwei Gruppen zur Qualifikationsrunde an. Fünf von ihnen (hellblau unterlegt) übertrafen die Qualifikationsweite für den direkten Finaleinzug von 17,05 m. Damit war die Mindestzahl von zwölf Finalteilnehmern nicht erreicht. Das Finalfeld wurde mit den sieben nächstplatzierten Sportlern (hellgrün unterlegt) auf zwölf Springer aufgefüllt. So reichten für die Finalteilnahme schließlich 16,68 m.

### Gruppe A
| Platz | Name                | Nation              | Resultat (m) | 1. Versuch (m) Wind (m/s) | 2. Versuch (m) Wind (m/s) | 3. Versuch (m) Wind (m/s) |
| 1     | Pedro Pichardo      | Portugal            | 17,16        | 17,16 / +1,5              | –                         | –                         |
| 2     | Zhu Yaming          | Volksrepublik China | 17,08        | 17,08 / +0,3              | –                         | –                         |
| 3     | Andrea Dallavalle   | Italien             | 16,86        | 16,86 / +0,7              | 16,75 / ±0,0              | –                         |
| 4     | Donald Scott        | USA                 | 16,84        | x                         | 16,74 / +0,9              | 16,84 / −0,2              |
| 5     | Almir dos Santos    | Brasilien           | 16,71        | 16,32 / +0,3              | 16,52 / +0,4              | 16,71 / ±0,0              |
| 6     | Eldhose Paul        | Indien              | 16,68        | 16,12 / +1,1              | 16,68 / +0,3              | 16,34 / +0,6              |
| 7     | Max Heß             | Deutschland         | 16,64        | 16,64 / +0,2              | 15,69 / ±0,0              | 16,56 / −1,0              |
| 8     | Praveen Chithravel  | Indien              | 16,49        | x                         | 16,30 / +0,4              | 16,49 / +1,2              |
| 9     | Christian Taylor    | USA                 | 16,48        | 16,17 / −0,2              | 16,48 / +0,3              | 16,44 / −0,9              |
| 10    | Jordan Scott        | Jamaika             | 16,42        | x                         | x                         | 16,42 / −0,3              |
| 11    | Andy Hechavarría    | Kuba                | 16,39        | x                         | 16,02 / −0,2              | 16,39 / +1,2              |
| 12    | Jah-Nhai Perinchief | Bermuda             | 16,38        | 16,38 / +0,8              | x                         | 16,26 / NWI               |
| 13    | Pablo Torrijos      | Spanien             | 16,32        | x                         | 16,32 / +0,4              | x                         |
| 14    | Benjamin Compaoré   | Frankreich          | 16,03        | x                         | 16,03 / +0,5              | x                         |
| 15    | Ben Williams        | Großbritannien      | 15,98        | x                         | x                         | 15,98 / +1,0              |

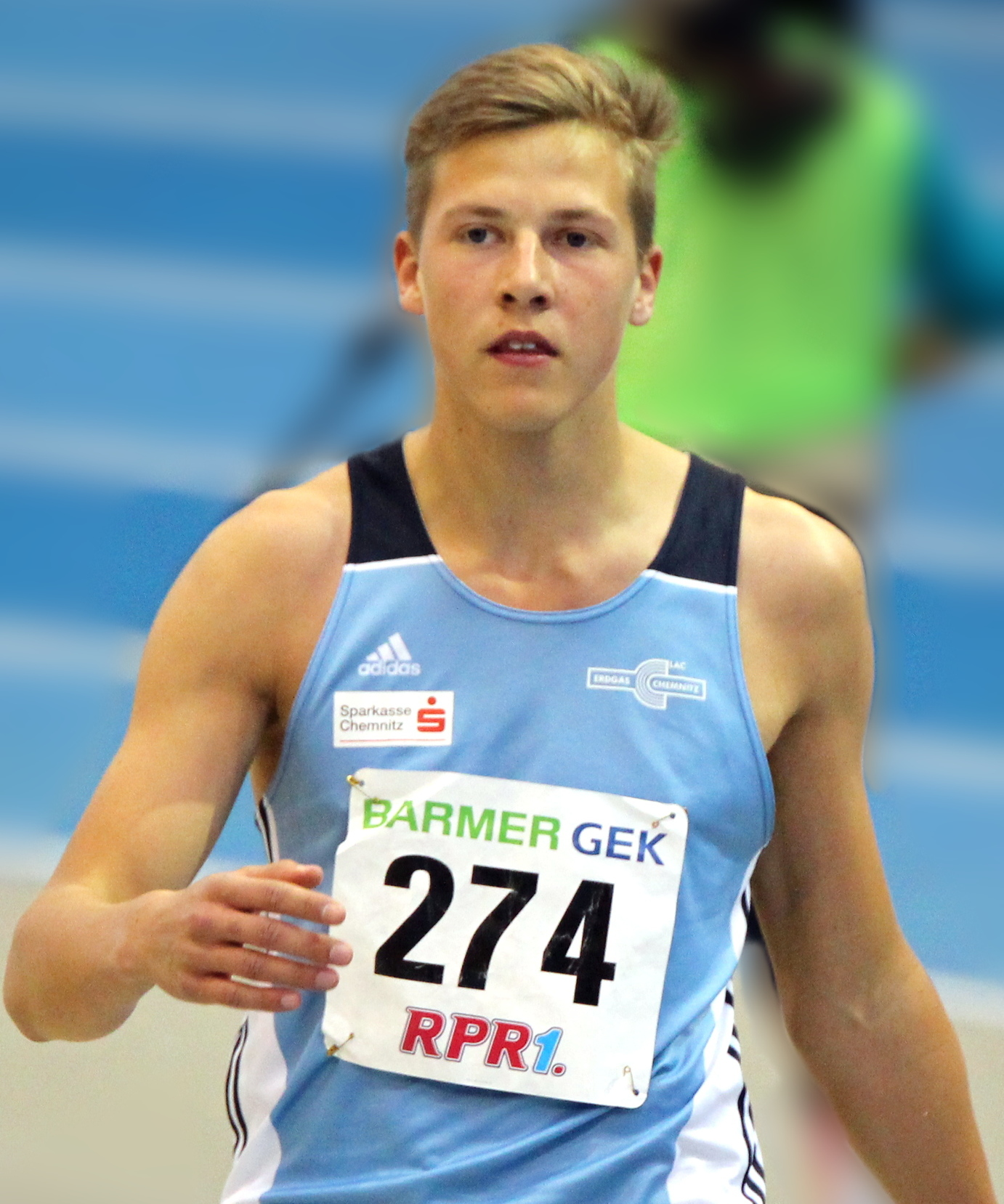
Mit seinen 16,64 m fehlten Max Heß vier Zentimeter zur Teilnahme am Finale

Weitere in Qualifikationsgruppe A ausgeschiedene Dreispringer:

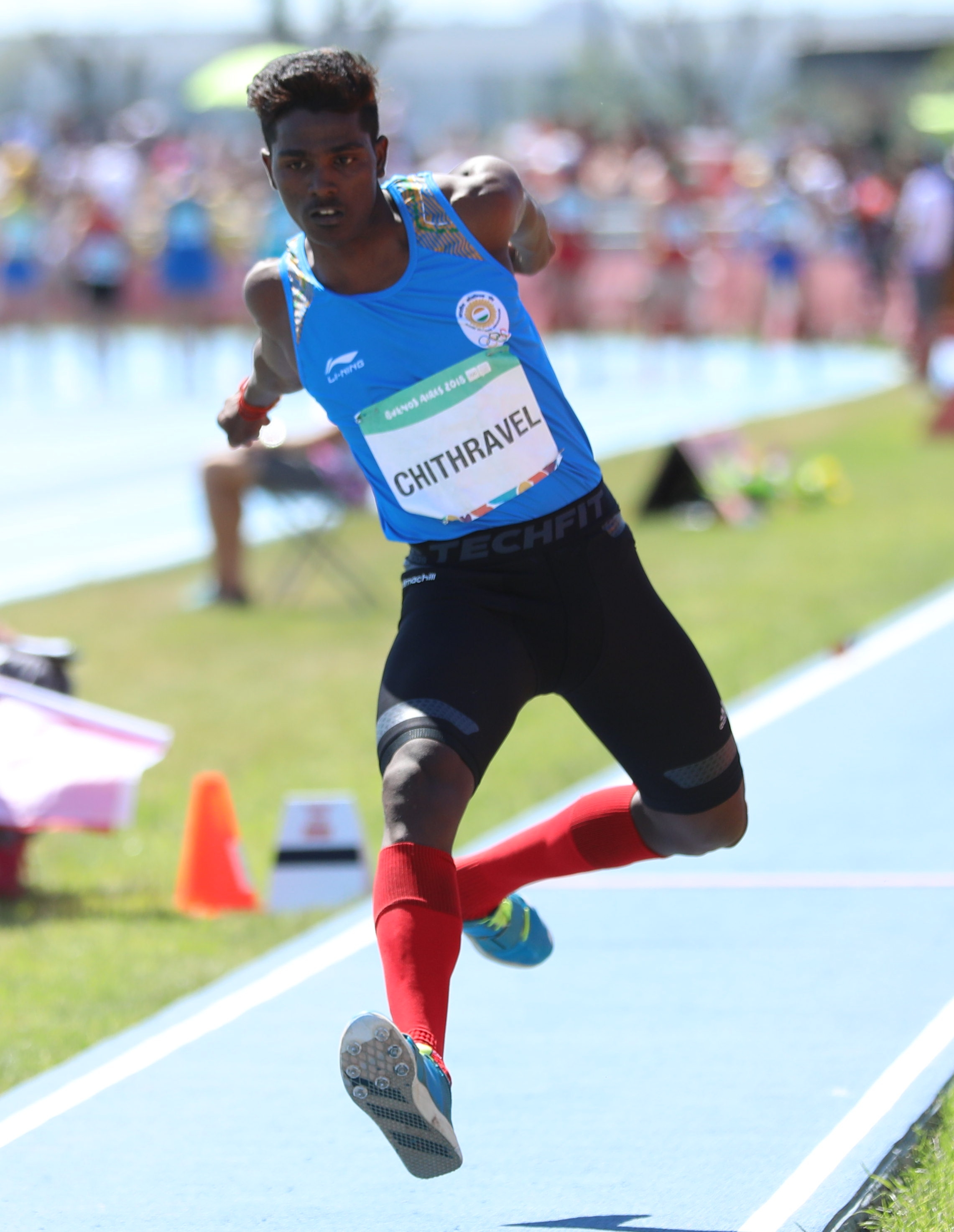
Praveen Chithravel – 16,49 m
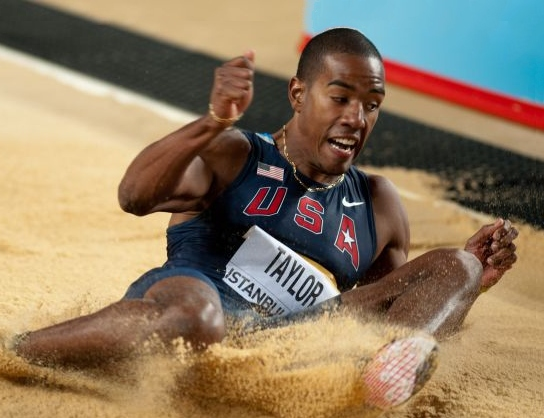
Christian Taylor – 16,48 m
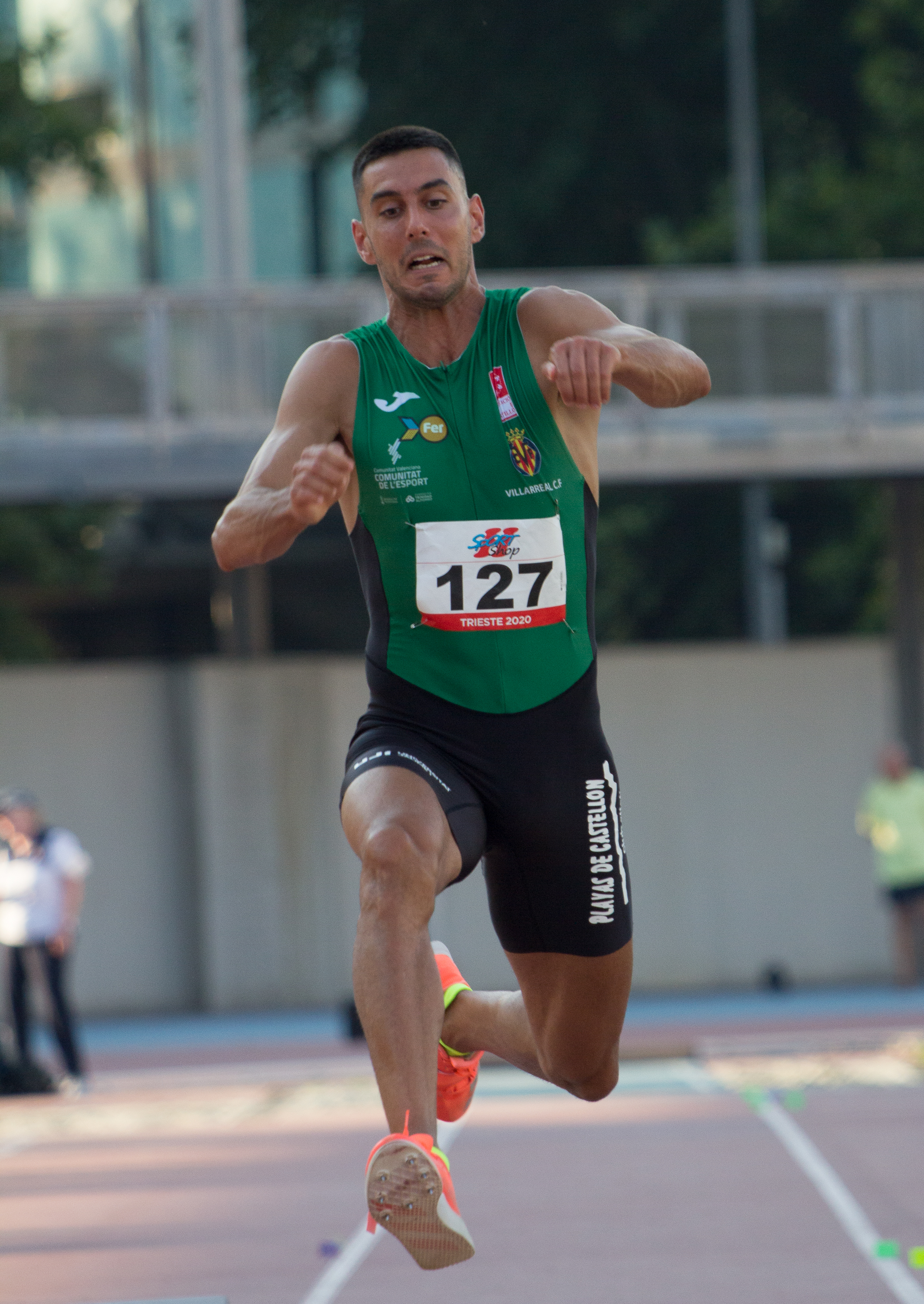
Pablo Torrijos – 16,32 m
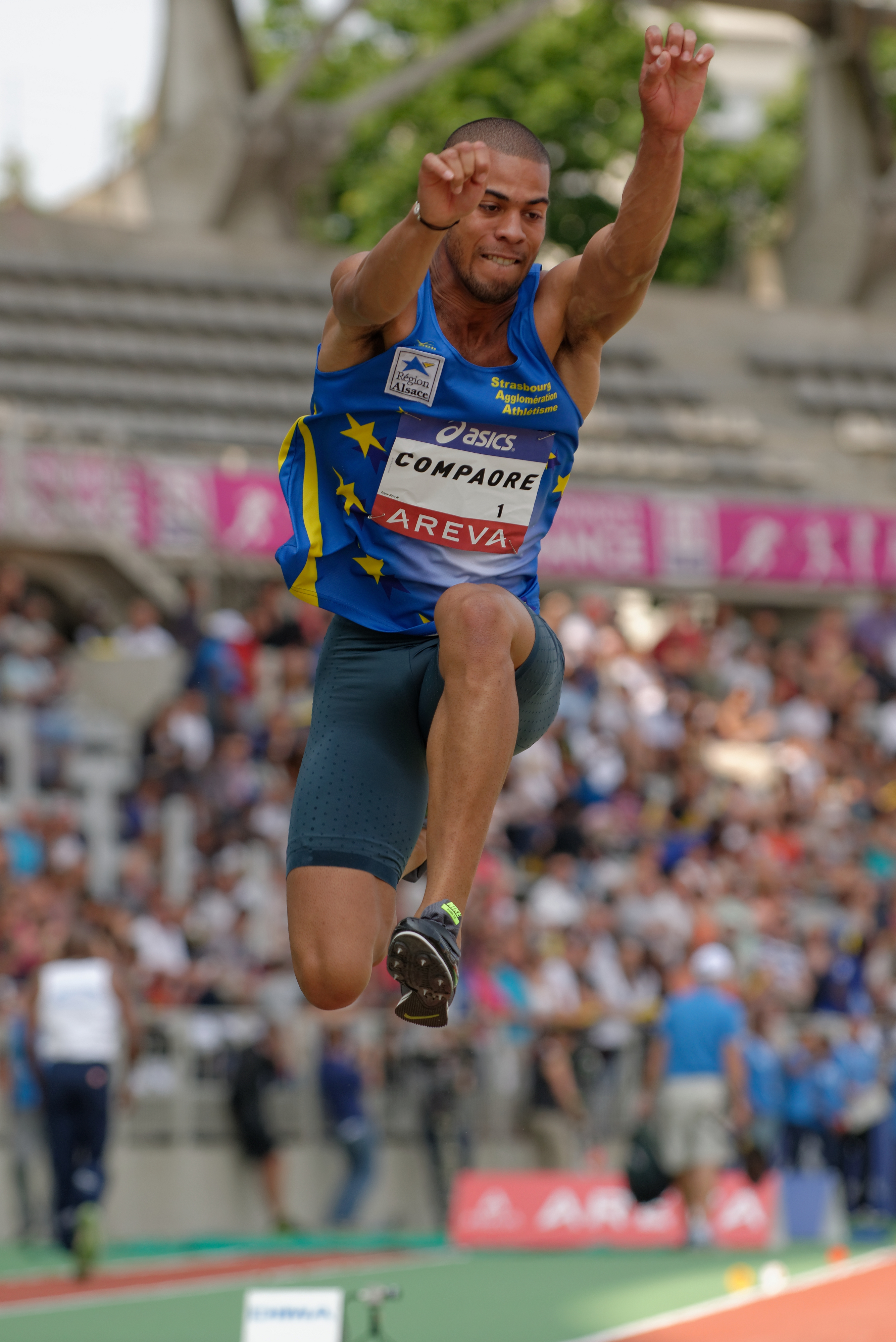
Benjamin Compaoré – 16,03 m

### Gruppe B

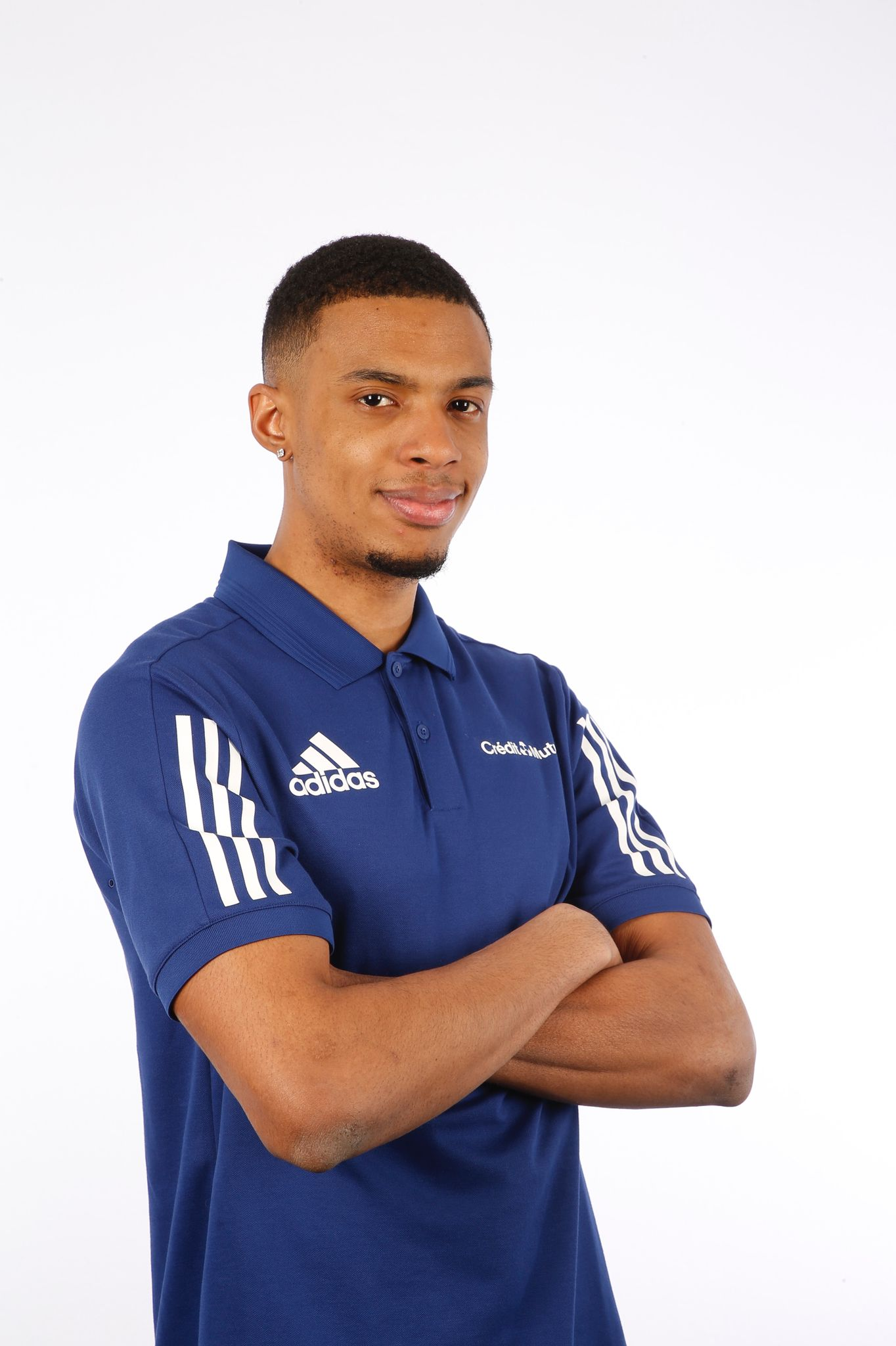
Enzo Hodebar – ausgeschieden mit 16,64 m
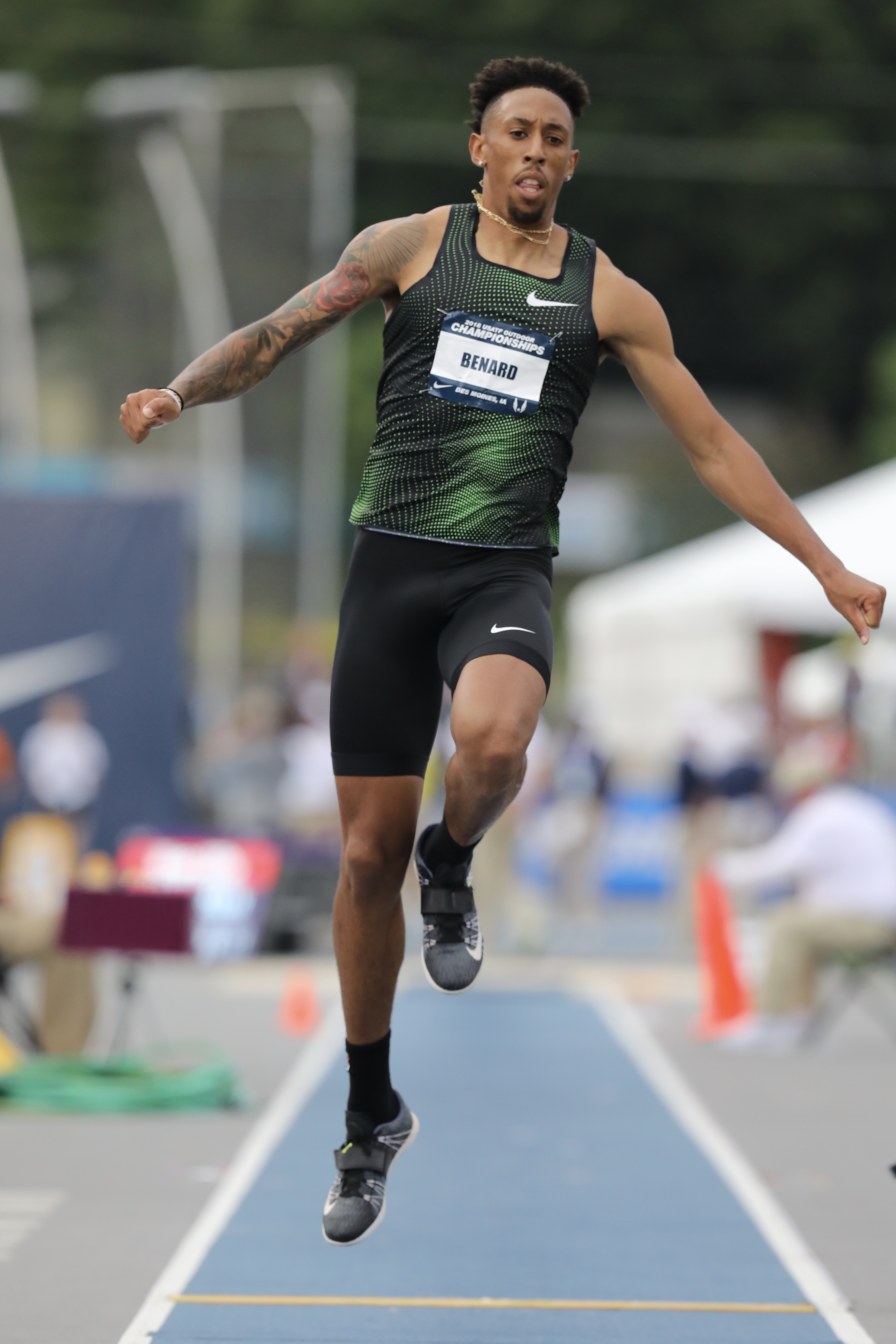
Chris Benard – ausgeschieden mit 16,53 m

| Platz | Name                 | Nation              | Resultat (m) | 1. Versuch (m) Wind (m/s) | 2. Versuch (m) Wind (m/s) | 3. Versuch (m) Wind (m/s) |
| 1     | Hugues Fabrice Zango | Burkina Faso        | 17,15        | 16,72 / +1,2              | 17,15 / −0,1              | –                         |
| 2     | Emmanuel Ihemeje     | Italien             | 17,13        | 17,03 / +0,4              | –                         | 17,13 / +1,1              |
| 3     | Lázaro Martínez      | Kuba                | 17,06        | 16,97 / +0,2              | 17,06 / +0,5              | –                         |
| 4     | Jean-Marc Pontvianne | Frankreich          | 16,95        | x                         | 16,95 / −0,2              | x                         |
| 5     | Will Claye           | USA                 | 16,70        | 15,98 / +0,7              | 16,25 / +0,6              | 16,70 / +1,1              |
| 6     | Tiago Pereira        | Portugal            | 16,69        | x                         | 16,69 / +0,1              | 16,56 / +1,1              |
| 7     | Enzo Hodebar         | Frankreich          | 16,64        | 16,64 / +0,9              | x                         | x                         |
| 8     | Tobia Bocchi         | Italien             | 16,58        | 16,58 / +0,2              | x                         | 16,20 / +0,4              |
| 9     | Chris Benard         | USA                 | 16,53        | x                         | x                         | 16,53 / +0,9              |
| 10    | Abdulla Aboobacker   | Indien              | 16,45        | 15,92 / +0,7              | 16,45 / ±0,0              | 16,44 / +0,3              |
| 11    | Mateus de Sá         | Brasilien           | 16,04        | 16,04 / −0,8              | 16,03 / +0,7              | x                         |
| 12    | Chengetayi Mapaya    | Simbabwe            | 15,75        | x                         | 15,75 / +1,3              | x                         |
| NM    | Alexsandro Melo      | Brasilien           | ogV          | x                         | x                         | x                         |
| DNS   | Fang Yaoqing         | Volksrepublik China |              |                           |                           |                           |

## Finale
23. Juli 2022, 18:00 Uhr Ortszeit (24. Juli 2022, 3:00 Uhr MESZ)
| Platz | Name                 | Nation              | Resultat (m) | 1. Versuch (m) Wind (m/s) | 2. Versuch (m) Wind (m/s) | 3. Versuch (m) Wind (m/s) | 4. Versuch (m) Wind (m/s)                | 5. Versuch (m) Wind (m/s)                | 6. Versuch (m) Wind (m/s)                |
| 1     | Pedro Pichardo       | Portugal            | 17,95 WL     | 17,95 / +0,3              | 17,92 / +0,1              | 17,57 / +0,9              | –                                        | x                                        | 17,51 / −0,3                             |
| 2     | Hugues Fabrice Zango | Burkina Faso        | 17,55000     | 17,55 / +1,4              | 16,95 / +2,5              | 17,38 / +1,8              | 17,14 / +2,0                             | x                                        | 17,49 / +1,7                             |
| 3     | Zhu Yaming           | Volksrepublik China | 17,31000     | 17,00 / −0,7              | 17,31 / −0,8              | x                         | 16,98 / −0,9                             | x                                        | 16,85 / +1,1                             |
| 4     | Andrea Dallavalle    | Italien             | 17,25000     | 17,25 / −0,2              | 17,16 / +1,1              | –                         | 17,12 / +1,4                             | x                                        | x                                        |
| 5     | Emmanuel Ihemeje     | Italien             | 17,17 w0     | x                         | 17,03 / +0,5              | 16,69 / +1,2              | 16,81 / +0,9                             | 16,71 / +0,5                             | 17,17 / +2,6                             |
| 6     | Donald Scott         | USA                 | 17,14000     | 17,14 / +0,9              | x                         | 16,79 / −0,1              | 16,98 / +1.8                             | 17,04 / +3,1                             | 16,94 / +1,5                             |
| 7     | Almir dos Santos     | Brasilien           | 16,87000     | x                         | 16,69 / +0,8              | 16,87 / +0,1              | x                                        | 16,38 / +1,8                             | 13,26 / +2,2                             |
| 8     | Jean-Marc Pontvianne | Frankreich          | 16,86000     | x                         | x                         | 16,86 / −0,7              | x                                        | x                                        | x                                        |
| 9     | Eldhose Paul         | Indien              | 16,79000     | 16,37 / −0,9              | 16,79 / +1,1              | 13,86 / +0,2              | nicht im Finale der besten acht Springer | nicht im Finale der besten acht Springer | nicht im Finale der besten acht Springer |
| 10    | Tiago Pereira        | Portugal            | 16,69000     | x                         | 16,69 / +1,8              | 16,59 / −1,4              | nicht im Finale der besten acht Springer | nicht im Finale der besten acht Springer | nicht im Finale der besten acht Springer |
| 11    | Will Claye           | USA                 | 16,54000     | x                         | x                         | 16,54 / −0,2              | nicht im Finale der besten acht Springer | nicht im Finale der besten acht Springer | nicht im Finale der besten acht Springer |
| NM    | Lázaro Martínez      | Kuba                | ogV000       | x                         | x                         | x                         | nicht im Finale der besten acht Springer | nicht im Finale der besten acht Springer | nicht im Finale der besten acht Springer |

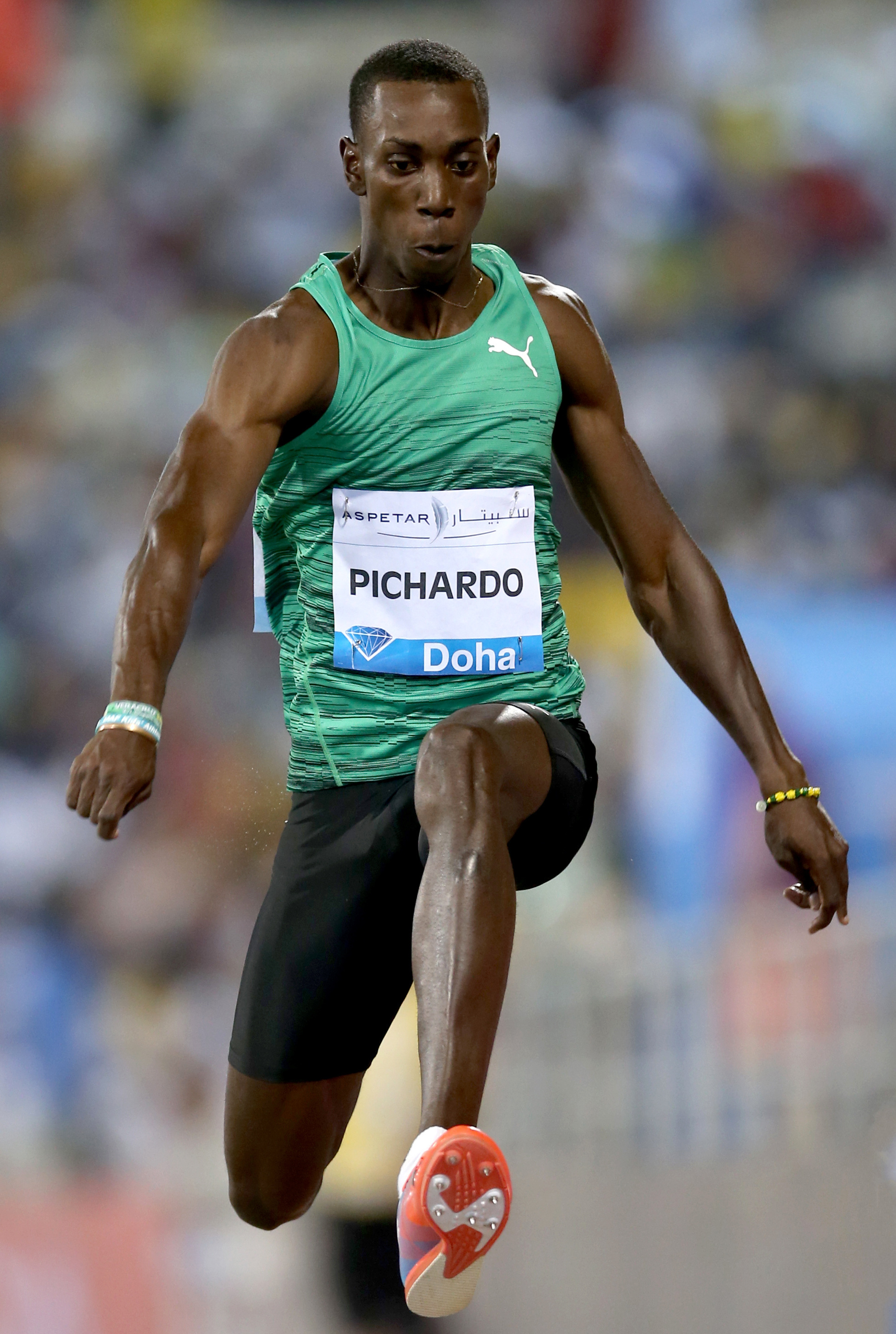
Pedro Pichardo – Weltmeister mit Weltjahresbestleistung

Gleich im ersten Durchgang wurden im Dreisprung hervorragende Weiten erzielt. Der aktuelle Olympiasieger Pedro Pichardo sprang mit 17,95 m Weltjahresbestleistung. Der WM-Dritte von 2019 und aktuelle Olympiadritte Hugues Fabrice Zango aus Burkina Faso kam mit der zweitbesten Weite auf 17,55 m. Mit 17,25 m lag der Italiener Andrea Dallavalle auf dem dritten Platz vor dem US-Amerikaner Donald Scott (17,14 m) und dem chinesischen Olympiazweiten Zhu Yaming (17,00 m).
In Runde zwei gelang Pichardo mit 17,92 m wieder ein weiter Satz. Yaming verdrängte als nun Dritter mit seinen 17,31 m Dallavalle auf Rang vier. Dallavalles Landsmann Emmanuel Ihemeje schob sich mit 17,03 m auf den sechsten Platz.
Im weiteren Verlauf kam es auf den ersten vier Rängen zu keinen Verschiebungen mehr. Pedro Pichardo bestätigte mit Sprüngen auf 17,57 m (Durchgang drei) und 17,51 m (Durchgang sechs) seine ausgezeichnete Form und wurde mit seiner Weite aus Runde eins Weltmeister. Auch Hugues Fabrice Zango übertraf noch dreimal deutlich die 17-Meter-Marke und gewann die Silbermedaille. Für Zhu Yaming gab es Bronze, während Andrea Dallavalle sechs Zentimeter hinter dem Chinesen auf dem medaillenlosen vierten Platz verblieb. Emmanuel Ihemeje steigerte sich mit dem letzten Sprung noch auf 17,17 m und schob sich damit vorbei am sechstplatzierten Donald Scott auf den fünften Rang.

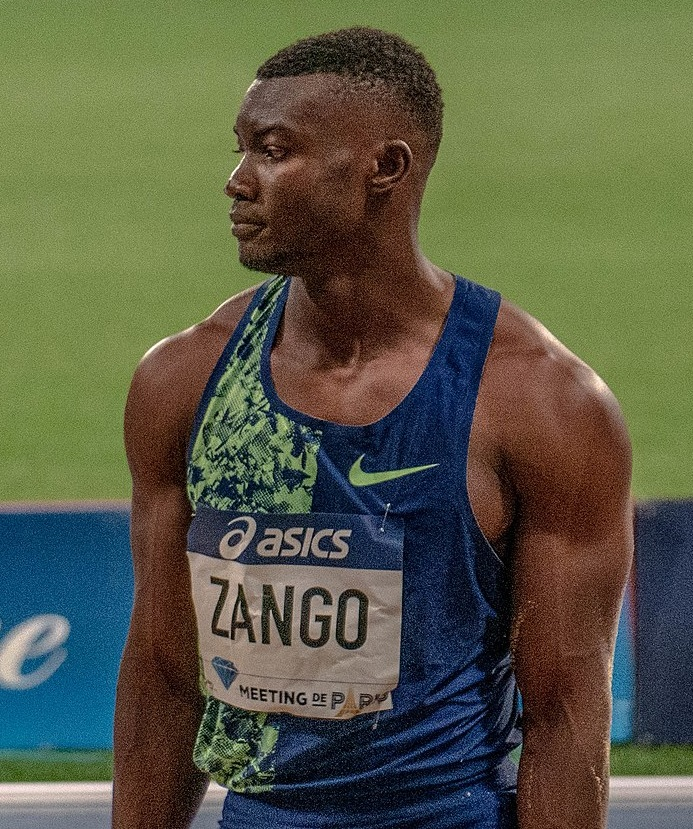
Vizeweltmeister Hugues Fabrice Zango
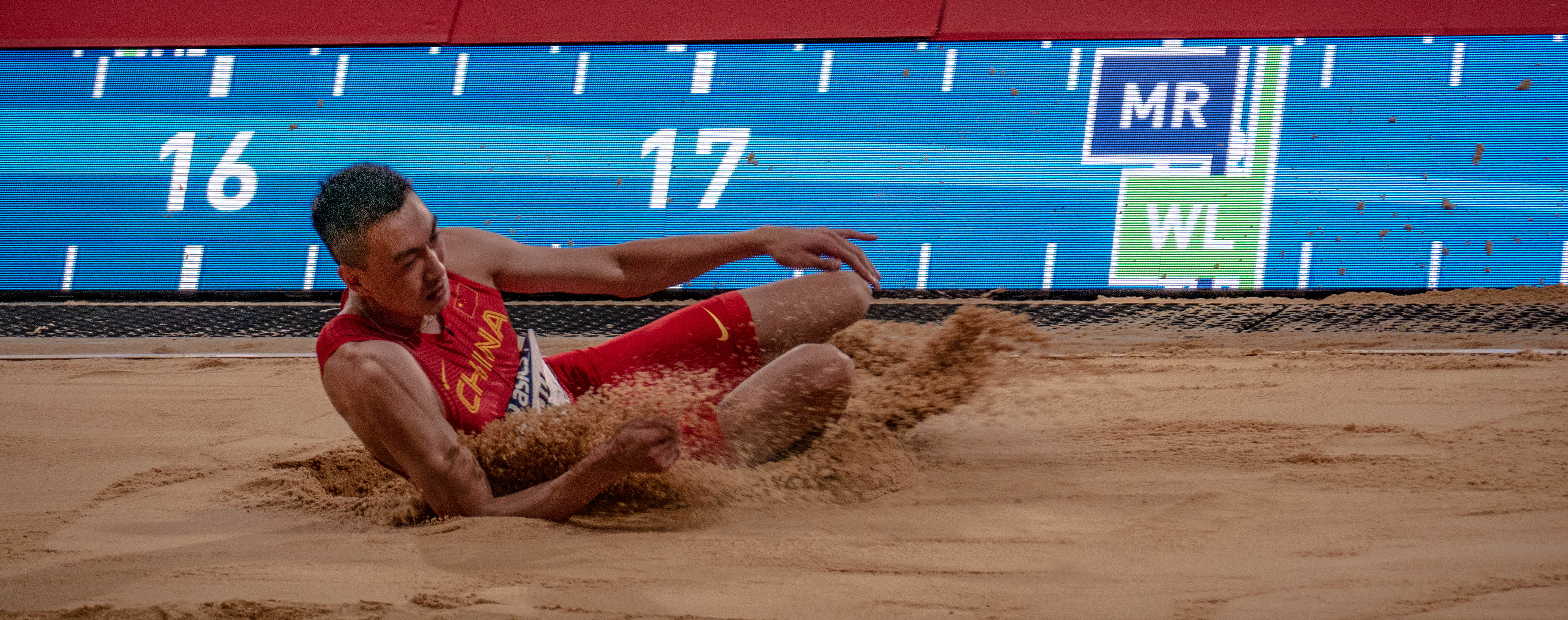
Bronzemedaillengewinner Zhu Yaming

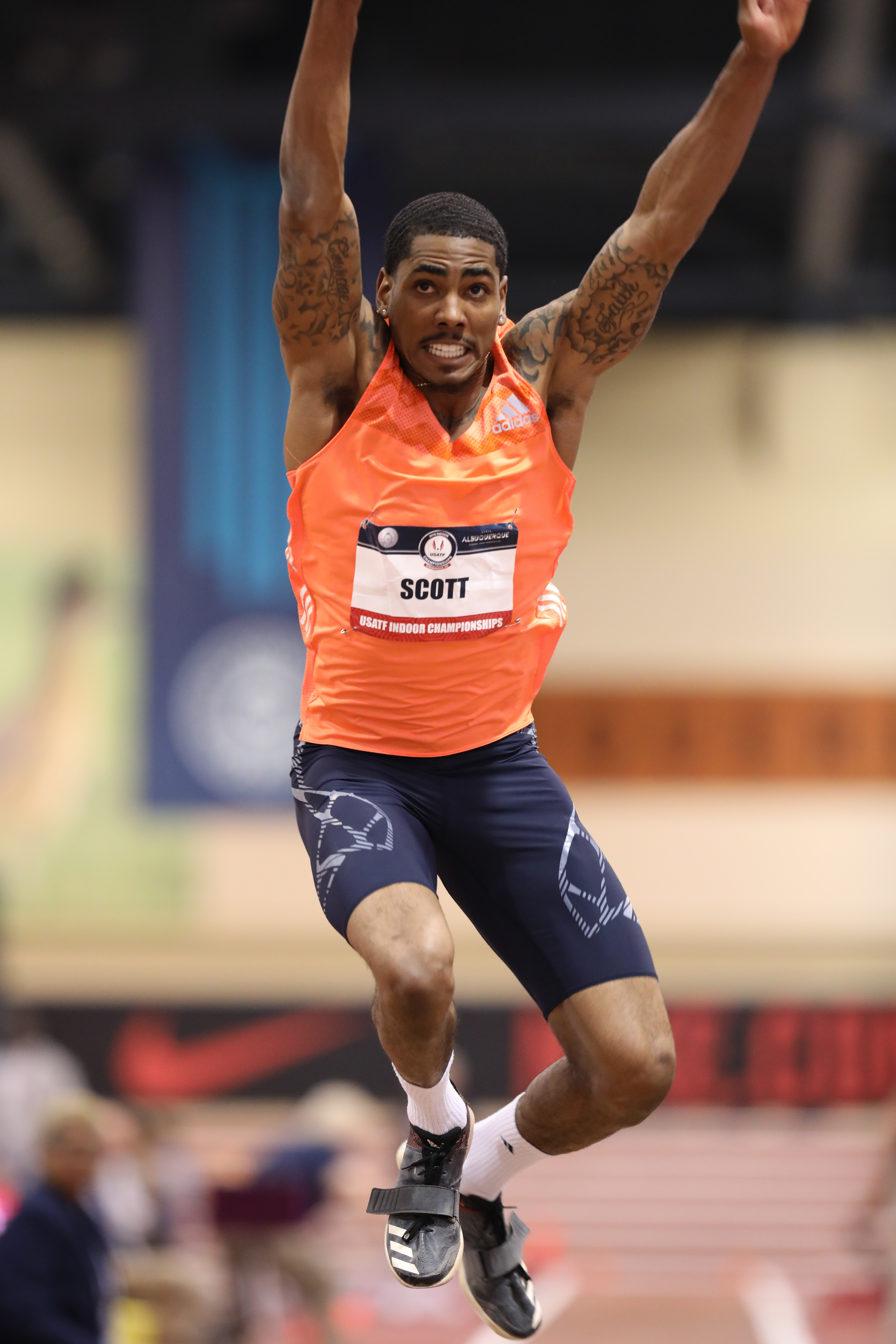
Donald Scott belegte Rang sechs
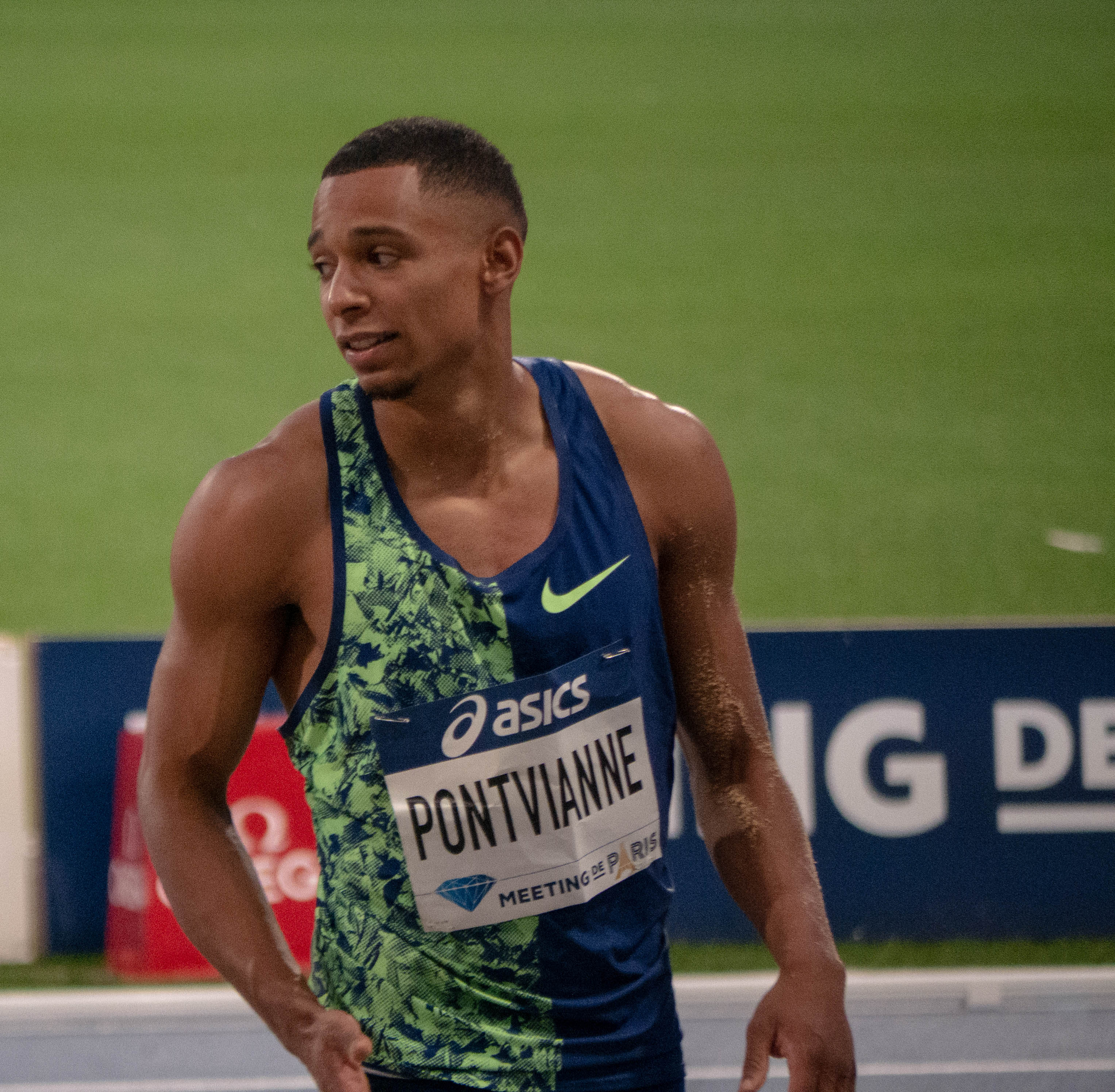
Der achtplatzierte Jean-Marc Pontvianne
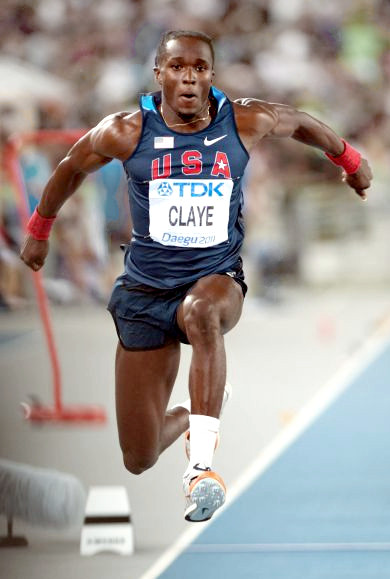
Rang elf für Will Claye
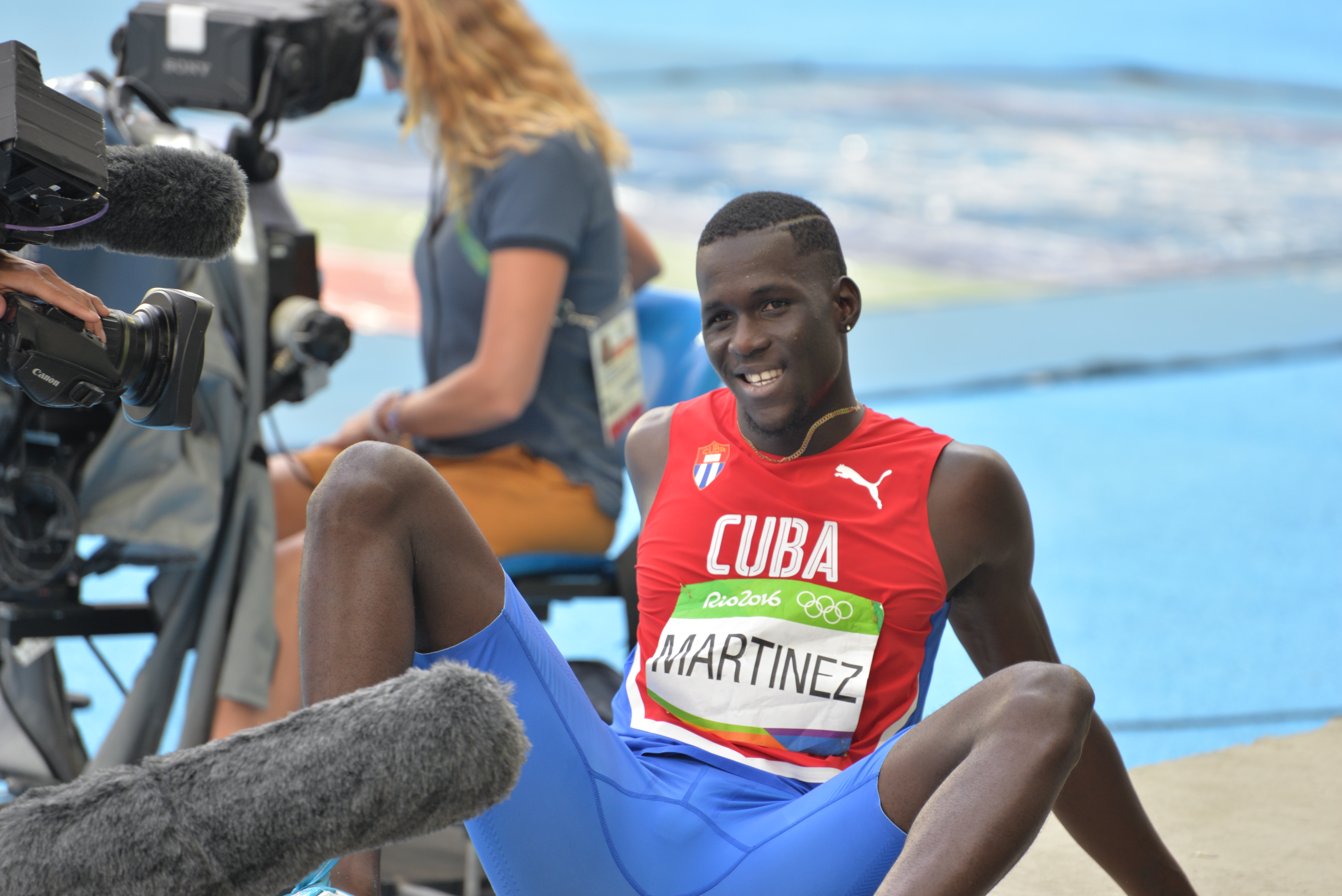
Lázaro Martínez blieb im Finale ohne gültigen Sprung

## Video
- Pichardo triple jumps to world lead, youtube.com, abgerufen am 12. August 2022